# Zbigniew Kiliński (polityk)
Zbigniew Kiliński (ur. 8 stycznia 1935 w Krzywosądowie) – polski działacz partyjny i państwowy, w latach 1973–1979 wicewojewoda szczeciński.

## Życiorys
Syn Jana i Franciszki. Dzieciństwo i młodość spędził w Parłowie. Kształcił się w Centralnej Szkole Partyjnej przy KC PZPR (absolwent z 1968) i na kursie dla centralnej kadry kierowniczej Ośrodka Doskonalenia Kadr Kierowniczych przy KC PZPR (1976) oraz Wyższej Szkole Rolniczej w Poznaniu. W 1953 wstąpił do Polskiej Zjednoczonej Partii Robotniczej. W połowie lat 50. był sekretarzem POP PZPR przy Szkole Podstawowej nr 2 w Koszalinie oraz radnym i członkiem komisji oświaty Miejskiej Rady Narodowej w Koszalinie. Od 1962 do 1965 pozostawał sekretarzem ds. rolnych Komitetu Powiatowego w Nowogardzie. Następnie zajmował stanowisko zastępcy i od 1971 do 1972 kierownika Wydziału Rolnego w Komitecie Wojewódzkim PZPR w Szczecinie, zaś od września 1972 do grudnia 1973 był wiceprzewodniczącym Prezydium Wojewódzkiej Rady Narodowej w tym mieście. Od 18 grudnia 1973 do 8 stycznia 1979 pełnił funkcję wicewojewody szczecińskiego (zarówno „dużego”, jak i „małego” województwa). W 1978 został prezesem zarządu wojewódzkiego Związku Kółek Rolniczych. W III RP związany m.in. z Bankiem Spółdzielczym w Szczecinie i Związkiem Zakładów Doskonalenia Zawodowego. Od 1973 pełnił funkcję przewodniczącego Rady Wojewódzkiej Zrzeszenia Ludowych Zespołów Sportowych w Szczecinie, a następnie Zachodniopomorskiej Rady LZS do 2012.
Odznaczony Krzyżem Komandorskim (1997) Orderu Odrodzenia Polski.